# ماستایل
ماستایل (به لاتین: Mastail) یک منطقه مسکونی در جمهوری آذربایجان است که در شهرستان لریک واقع شده است. ماستایل ۱۰۴۹ نفر جمعیت دارد.

## ریشه واژه
ماست همان ماست در زبان‌های تالشی و فارسی است و آییل یا آیل نوعی پسوند است.